# 亀山章
亀山 章（かめやま あきら、1943年 - ）は、生態環境保全専門家、植物専門家。東京農工大学名誉教授。農学博士（東京大学）。
日本自然保護協会理事長。
専門分野は、造園学・景観生態学・地域計画学・環境・緑化工学・森林科学。

## 略歴
東京都生まれ。1968年、東京大学農学部農業生物学科卒業後、厚生省国立公園局技官。1969年、奈良県企画部技師。1972年信州大学農学部助手、1976年、信州大学農学部助教授、1988年、信州大学農学部教授。信州大での教え子には宮崎吾郎（森緑地→スタジオジブリ）、若生謙二（大阪芸術大学）、塚本瑞天（環境省）など多数。1990年、岐阜大学大学院連合農学研究科D合教授 を経て、1992年に東京農工大学 大学院共生科学技術研究院 環境資源共生科学部門／大学院農学府 自然環境保全学専攻／農学部 地域生態システム学科 教授。のち同大名誉教授。2024年、瑞宝中綬章受章。

## 学外
- 1993年 日本造園学会 理事。
- 1997年 日本緑化工学会 副会長。
- 1997年 Japanese Society of Revegetation Technology Vice President。
- 2001年 日本緑化工学会 会長。2001年Japanese Society of Revegetation Technology President。
- 1999年 日本造園学会 常務理事。農村計画学会副会長。

国立市環境審議会委員。旧前田家本邸保存活用検討委員会委員・元駒場公園文化財保存管理計画策定検討委員会委員。生物多様性あきる野戦略、八王子市景観計画策定等検討会議副会長。文化財指定庭園保護協議会会長。NPO法人東京セントラルパーク理事長、NPO法人地域自然情報ネットワーク理事長。小金井市玉川上水・小金井桜整備活用推進委員会委員。青梅市総合長期計画審議会委員。道路生態研究会理事長。長野市環境審議会委員。東京都総合環境アセスメント試行審査会委員。他に文部省大学設置審議会委員、文部科学省文化審議会文化財分科会第三専門調査会名勝委員会委員長、建設省道路審議会環境部会専門委員、農林水産省政策評価会林野庁専門部会委員、東京都自然環境保全審議会委員および文化財保護審議会委員、長野県環境影響評価技術委員会委員長および文化財保護審議会委員・環境審議会委員、府中市景観審議会会長、あきる野市や相模原市環境審議会会長など、多数。

## 著書
- 『絶滅危惧種の生態工学 : 生きものを絶滅から救う保全技術』（倉本宣編著、地人書館、2019年）
- 『冬芽でわかる落葉樹』（馬場多久男 著 ; 亀山章 監修、信濃毎日新聞社、2013年）
- 『自然再生の手引き』（亀山章, 倉本宣, 日置佳之 編、日本緑化センター、2013年）
- 『生物多様性緑化ハンドブック : 豊かな環境と生態系を保全・創出するための計画と技術』（亀山章 監修 ; 小林達明, 倉本宣 編、地人書館、2006年）
- 『自然再生 : 生態工学的アプローチ』（亀山章, 倉本宣, 日置佳之 編、ソフトサイエンス社、2005年）
- 『生態工学』（編著、朝倉書店、2002年）
- 『ミティゲーション : 自然環境の保全・復元技術』（森本幸裕, 亀山章 編、ソフトサイエンス社、2001年）
- 『街路樹の緑化工』（編著、ソフトサイエンス社、2000年）
- 『多摩川における増水が生物の分布に及ぼす影響(フラッシュ効果)についての研究』（とうきゅう環境浄化財団、1999年）
- 『エコロジストの時間』（東海大学出版会 2008年）
- 『森林・林業実務必携』（朝倉書店 2007年）
- 『21世紀の環境を創る緑化工技術-21選-』（日本緑化工協会 2006年）
- 『森林の科学』（朝倉書店 2005年）
- 『環境緑化の事典』（朝倉書店 2005年）
- 『緑化技術の新時代』（2003年）
- 『ランドスケープのしごと』（2003年）
- 『生命環境を守る緑』（2003年）
- 『道と緑のキーワード事典』（2002年）
- 『環境アセスメント技術ガイド生態系』（2002年）
- 『緑の環境設計』（2002年）
- 『よみがえるセントラルパーク-管理と復元計画』（亀山章監修・若生謙二訳、ソフトサイエンス社、1994年）
- 『水辺のリハビリテーション』（亀山章と樋渡達也共著、ソフトサイエンス社, 1993年）
- 『緑地生態学 ランドスケープ・エコロジー』（井手久登/亀山章 共著、1993年）
- 『最先端の綠化技術』（ソフトサイエンス社, 1989年）
- 『上高地の植物』（信濃毎日新聞社、1985年）

## 受賞
1983年日本造園学会賞。第31回日本公園緑地協会北村賞受賞。平成26年度日本造園学会賞上原敬二賞受賞。第5回国立公園協会田村賞受賞。2009年日本緑化工学会賞技術賞を受賞。第2回とうきゅう環境財団社会貢献学術賞を受賞。